# تعداد بنغلاديش 2001
تعداد بنغلاديش 2001 في عام 2001 أجرى مكتب بنغلاديش للإحصاء تعدادًا وطنيًا في بنغلاديش بعد عشر سنوات من تعداد 1991. قاموا بتسجيل البيانات من جميع المقاطعات البلاد والمدن الرئيسية في بنغلاديش بما في ذلك البيانات الإحصائية عن حجم السكان والأسر وتوزيع الجنس والعمر والحالة الاجتماعية والسكان النشطين اقتصاديًا ومحو الأمية والتحصيل العلمي والدين وعدد الأطفال، إلخ. وفقًا لأرقام تعداد عام 2001 المعدلة بلغ عدد سكان بنجلاديش 129.3 مليون (حسب الإحصاء الأولي كان 124.4 مليونًا، ثم أدى تعديل المعدل القياسي للتخفيض إلى زيادة هذا الرقم). وفقًا للإحصاء كان الهندوس يشكلون 9.2 في المائة من السكان، بانخفاض عن 10.5 في المائة في عام 1991.
تم جمع بيانات التعداد في الفترة من 23 إلى 27 يناير 2001. كان تعداد عام 2001 أول تعداد في بنغلاديش يستخدم تقنية التعرف الضوئي على العلامات.